# Igor Sékulic
Igor Sékulic (n. 26 de enero de 1968) es un doble, postproductor y director de cine francés.

## De doble a los efectos especiales
Después de haber cofundado la marca de rock independiente Out of Nowhere, empezó en el cine como doble en las escenas con coches en México de la película  L'Opération Corned-Beef. Participó en la dirección del segundo equipo, comenzando una larga amistad con el director y productor Jean-Marie Poiré. 
Juntos, rodaron en Hong Kong, Alemania, Italia, Inglaterra, y Estados Unidos fundando en 1999 Visual Factory, una sociedad de postproducción y de efectos especiales. Igor Sékulic dirigió los efectos especiales de Just Visiting (Les Visiteurs en Amérique) para Gaumont y Disney, que fue bien recibida en los Estados Unidos por la revista Variety, a pesar del fracaso de la película en taquilla. 
Esta experiencia le abrió la puerta para otras grandes películas como Deux Frères de Jean-Jacques Annaud para Pathé/Universal, para la cual también dirigió los efectos especiales creando la ilusión del juego de los tigres con otros animales salvajes.

## Les Gaous, su primera película
Igor Sékulic dirigió su primera película en 2004, Les Gaous, una comedia antirracista para adolescentes que pone a jóvenes cómicos junto a Ticky Holgado, Richard Bohringer, Jean-Marie Bigard y Régis Laspalès. La película fue coproducida por Matrix (UK), Studio Babelsberg Motion Pictures (Alemania) y France Télévisions. Fue recibida con un premio en el  festival del cine para jóvenes de Roma y seleccionada en otros varios: el HBO US Comedy Arts de Aspen, el Boston International Film Festival, los festivales de Liubliana (LIFFE), Belgrado (Fest), Cluj (Tiff), Sofía, Salento, etc. A través de una historia de amor, la película cuenta como una banda de adolescentes de provincia y de barriada lanzan un desafío a la burguesía parisina. La banda sonora fue producida por EMI mezclando música original de Vincent Prezioso y temas de los grupos Sublime, Primal Scream, Timo Maas, Audio Bullys, The Streets, etc. A pesar de que tuvo una acogida discreta en Francia, la película encontró una buena acogida fuera  logrando el puesto número 10 en Rusia contra King Kong y el puesto número 5 en Hungría contra Les Indestructibles de Disney.

## Visual Factory, exportador de películas
Visual Factory se convirtió en 2001 en una sociedad exportadora de películas de todos los géneros y públicos por cuenta de directores como  Yvan Le Moine, Cheik Doukouré, Robert Salis, Caroline Roboh entre los francófonos y Ari Palitz, Dario Argento, Lee Friedlander, Miguel Marti, Mark Brown... fuera de Francia. Visual Factory trabaja promocionando películas europeas en Europa y fuera de ella, con el apoyo del programa Européen Media y el del  UK Film Council.